# 倉澤利彰
倉澤 利彰（くらさわ としあき、1976年4月21日 - ）は、日本の元競泳選手。1992年バルセロナオリンピック・1996年アトランタオリンピック日本代表。

## 経歴
足立区立第十四中学校、世田谷学園高校、日本大学卒。NASスイミングスクールで1972年ミュンヘンオリンピック・1976年モントリオールオリンピック日本代表の本多忠に指導を受けた。
1991年日本選手権の200m・400m個人メドレーで2冠を達成した。男子中学生としては1983年日本選手権の100m・200m・400m自由形で3冠を達成した緒方茂生以来8年ぶりの優勝となり、パンパシフィック水泳選手権の代表に選出された。
1992年日本選手権兼バルセロナオリンピック選考会の200m自由形と400m個人メドレーで優勝し、日本代表に選出された。1992年バルセロナオリンピックの200m自由形では予選落ち、400m個人メドレーでは失格となった。
1996年日本選手権兼アトランタオリンピック選考会の400m個人メドレーで優勝し、2大会連続となるオリンピック日本代表に選出された。1996年アトランタオリンピックの400m個人メドレーではB決勝2位（全体10位）。
2000年日本選手権兼シドニーオリンピック選考会の200m個人メドレーで6位、400m個人メドレーでも6位となり、3大会連続の日本代表入りはならなかった。
引退後は指導者として、佐藤久佳らを担当した。2008年北京オリンピックと2020年東京オリンピックはコーチとして日本代表に選出された。